# Adonis hybrida
Adonis hybrida är en ranunkelväxtart som beskrevs av Wolff och A.T. Szabo. Adonis hybrida ingår i släktet adonisar, och familjen ranunkelväxter. Inga underarter finns listade i Catalogue of Life.